# Interlands Iers voetbalelftal 2010-2019
Deze pagina toont een chronologisch en gedetailleerd overzicht van de interlands die het Iers voetbalelftal heeft gespeeld in de periode 2010 – 2019.

## Interlands

### 2010
|                                                              |         |                                      |          |                                                                               |
| 2 maart Vriendschappelijk № 455 «onderlinge duels» 20:05 uur | Ierland | 0 – 2                                | Brazilië | Emirates Stadium, Londen Toeschouwers: 40.082 Scheidsrechter: Mike Dean (ENG) |
| 2 maart Vriendschappelijk № 455 «onderlinge duels» 20:05 uur |         | 44' (e.d.) Keith Andrews 76' Robinho |          | Emirates Stadium, Londen Toeschouwers: 40.082 Scheidsrechter: Mike Dean (ENG) |

|                                                             |                                  |       |                   |                                                                                |
| 25 mei Vriendschappelijk № 456 «onderlinge duels» 19:45 uur | Ierland                          | 2 – 1 | Paraguay          | RDS Arena, Dublin Toeschouwers: 16.722 Scheidsrechter: Jérôme Laperrière (SUI) |
| 25 mei Vriendschappelijk № 456 «onderlinge duels» 19:45 uur | Kevin Doyle 7' Liam Lawrence 39' |       | 57' Lucas Barrios | RDS Arena, Dublin Toeschouwers: 16.722 Scheidsrechter: Jérôme Laperrière (SUI) |

|                                                             |                                                         |       |          |                                                                             |
| 28 mei Vriendschappelijk № 457 «onderlinge duels» 19:45 uur | Ierland                                                 | 3 – 0 | Algerije | RDS Arena, Dublin Toeschouwers: 16.888 Scheidsrechter: Eric Braamhaar (NED) |
| 28 mei Vriendschappelijk № 457 «onderlinge duels» 19:45 uur | Paul Green 31' Robbie Keane 52' Robbie Keane 85' (pen.) |       |          | RDS Arena, Dublin Toeschouwers: 16.888 Scheidsrechter: Eric Braamhaar (NED) |

|                                                                  |         |                    |            |                                                                                 |
| 11 augustus Vriendschappelijk № 458 «onderlinge duels» 19:45 uur | Ierland | 0 – 1              | Argentinië | Avivastadion, Dublin Toeschouwers: 45.500 Scheidsrechter: Peter Rasmussen (DEN) |
| 11 augustus Vriendschappelijk № 458 «onderlinge duels» 19:45 uur |         | 20' Ángel Di María |            | Avivastadion, Dublin Toeschouwers: 45.500 Scheidsrechter: Peter Rasmussen (DEN) |

|                                                                |         |                 |         | |
| 3 september EK-kwalificatie № 459 «onderlinge duels» 18:00 uur | Armenië | 0 – 1           | Ierland | Republikeins Stadion Vazgen Sargsian, Jerevan Toeschouwers: 8.600 Scheidsrechter: Zsolt Szabó (HUN) |
| 3 september EK-kwalificatie № 459 «onderlinge duels» 18:00 uur |         | 76' Keith Fahey |         | Republikeins Stadion Vazgen Sargsian, Jerevan Toeschouwers: 8.600 Scheidsrechter: Zsolt Szabó (HUN) |

|                                                                |                                                    |       |                       |                                                                                 |
| 7 september EK-kwalificatie № 460 «onderlinge duels» 19:45 uur | Ierland                                            | 3 – 1 | Andorra               | Avivastadion, Dublin Toeschouwers: 8.600 Scheidsrechter: Leontios Trattou (CYP) |
| 7 september EK-kwalificatie № 460 «onderlinge duels» 19:45 uur | Kevin Kilbane 14' Kevin Doyle 41' Robbie Keane 54' |       | 45' Cristian Martínez | Avivastadion, Dublin Toeschouwers: 8.600 Scheidsrechter: Leontios Trattou (CYP) |

|                                                              |                                        |       |                                                              |                                                                            |
| 8 oktober EK-kwalificatie № 461 «onderlinge duels» 19:45 uur | Ierland                                | 2 – 3 | Rusland                                                      | Avivastadion, Dublin Toeschouwers: 50.411 Scheidsrechter: Kevin Blom (NED) |
| 8 oktober EK-kwalificatie № 461 «onderlinge duels» 19:45 uur | Robbie Keane 72' (pen.) Shane Long 78' |       | 11' Aleksandr Kerzjakov 28' Alan Dzagojev 50' Roman Sjirokov | Avivastadion, Dublin Toeschouwers: 50.411 Scheidsrechter: Kevin Blom (NED) |

|                                                               |                |       |                    |                                                                                       |
| 12 oktober EK-kwalificatie № 462 «onderlinge duels» 20:30 uur | Slowakije      | 1 – 1 | Ierland            | Štadión pod Dubňom, Žilina Toeschouwers: 10.892 Scheidsrechter: Alberto Undiano (ESP) |
| 12 oktober EK-kwalificatie № 462 «onderlinge duels» 20:30 uur | Ján Ďurica 36' |       | 16' Sean St Ledger | Štadión pod Dubňom, Žilina Toeschouwers: 10.892 Scheidsrechter: Alberto Undiano (ESP) |

|                                                                  |                      |       |                                              |                                                                                    |
| 17 november Vriendschappelijk № 463 «onderlinge duels» 19:45 uur | Ierland              | 1 – 2 | Noorwegen                                    | Avivastadion, Dublin Toeschouwers: 25.000 Scheidsrechter: Kristinn Jakobsson (ISL) |
| 17 november Vriendschappelijk № 463 «onderlinge duels» 19:45 uur | Shane Long 5' (pen.) |       | 34' Morten Gamst Pedersen 86' Erik Huseklepp | Avivastadion, Dublin Toeschouwers: 25.000 Scheidsrechter: Kristinn Jakobsson (ISL) |

### 2011
|                                                                 |                                                   |       |       |                                                                               |
| 8 februari Vriendschappelijk № 464 «onderlinge duels» 19:45 uur | Ierland                                           | 3 – 0 | Wales | Avivastadion, Dublin Toeschouwers: 19.783 Scheidsrechter: Mark Courtney (NIR) |
| 8 februari Vriendschappelijk № 464 «onderlinge duels» 19:45 uur | Darron Gibson 60' Damien Duff 66' Keith Fahey 82' |       |       | Avivastadion, Dublin Toeschouwers: 19.783 Scheidsrechter: Mark Courtney (NIR) |

|                                                             |                                   |       |                     |                                                                            |
| 26 maart EK-kwalificatie № 465 «onderlinge duels» 19:45 uur | Ierland                           | 2 – 1 | Macedonië           | Avivastadion, Dublin Toeschouwers: 33.200 Scheidsrechter: István Vad (HUN) |
| 26 maart EK-kwalificatie № 465 «onderlinge duels» 19:45 uur | Aiden McGeady 2' Robbie Keane 21' |       | 45' Ivan Tričkovski | Avivastadion, Dublin Toeschouwers: 33.200 Scheidsrechter: István Vad (HUN) |

|                                                               |                                       |       |                                                        |                                                                              |
| 29 maart Vriendschappelijk № 466 «onderlinge duels» 19:45 uur | Ierland                               | 2 – 3 | Uruguay                                                | Avivastadion, Dublin Toeschouwers: 25.611 Scheidsrechter: Saïd Ennjimi (FRA) |
| 29 maart Vriendschappelijk № 466 «onderlinge duels» 19:45 uur | Shane Long 15' Keith Fahey 48' (pen.) |       | 12' Diego Lugano 22' Edinson Cavani 40' Abel Hernández | Avivastadion, Dublin Toeschouwers: 25.611 Scheidsrechter: Saïd Ennjimi (FRA) |

|                                                             |                                                                                                   |       |               |                                                                               |
| 24 mei Vriendschappelijk № 467 «onderlinge duels» 19:45 uur | Ierland                                                                                           | 5 – 0 | Noord-Ierland | Avivastadion, Dublin Toeschouwers: 12.083 Scheidsrechter: Craig Thomson (SCO) |
| 24 mei Vriendschappelijk № 467 «onderlinge duels» 19:45 uur | Stephen Ward 24' Robbie Keane 37' Craig Cathcart 45' (e.d.) Robbie Keane 54' (pen.) Simon Cox 80' |       |               | Avivastadion, Dublin Toeschouwers: 12.083 Scheidsrechter: Craig Thomson (SCO) |

|                                                       |                  |       |           |                                                                             |
| 29 mei Nations Cup № 468 «onderlinge duels» 18:30 uur | Ierland          | 1 – 0 | Schotland | Avivastadion, Dublin Toeschouwers: 17.694 Scheidsrechter: Mark Whitby (WAL) |
| 29 mei Nations Cup № 468 «onderlinge duels» 18:30 uur | Robbie Keane 23' |       |           | Avivastadion, Dublin Toeschouwers: 17.694 Scheidsrechter: Mark Whitby (WAL) |

|                                                           |           |                                  |         |                                                                                  |
| 4 juni EK-kwalificatie № 469 «onderlinge duels» 20:30 uur | Macedonië | 0 – 2                            | Ierland | Philip II Arena, Skopje Toeschouwers: 29.500 Scheidsrechter: Florian Meyer (GER) |
| 4 juni EK-kwalificatie № 469 «onderlinge duels» 20:30 uur |           | 8' Robbie Keane 37' Robbie Keane |         | Philip II Arena, Skopje Toeschouwers: 29.500 Scheidsrechter: Florian Meyer (GER) |

|                                                             |        |                                 |         |                                                                                        |
| 7 juni Vriendschappelijk № 470 «onderlinge duels» 19:45 uur | Italië | 0 – 2                           | Ierland | Stade Maurice Dufrasne, Luik Toeschouwers: 20.000 Scheidsrechter: Serge Gumienny (BEL) |
| 7 juni Vriendschappelijk № 470 «onderlinge duels» 19:45 uur |        | 36' Keith Andrews 89' Simon Cox |         | Stade Maurice Dufrasne, Luik Toeschouwers: 20.000 Scheidsrechter: Serge Gumienny (BEL) |

|                                                                  |         |       |         |                                                                                  |
| 10 augustus Vriendschappelijk № 471 «onderlinge duels» 20:45 uur | Ierland | 0 – 0 | Kroatië | Avivastadion, Dublin Toeschouwers: 20.000 Scheidsrechter: Tom Harald Hagen (NOR) |
| 10 augustus Vriendschappelijk № 471 «onderlinge duels» 20:45 uur |         |       |         | Avivastadion, Dublin Toeschouwers: 20.000 Scheidsrechter: Tom Harald Hagen (NOR) |

|                                                                |         |       |           |                                                                               |
| 2 september EK-kwalificatie № 472 «onderlinge duels» 19:45 uur | Ierland | 0 – 0 | Slowakije | Avivastadion, Dublin Toeschouwers: 44.761 Scheidsrechter: Pedro Proença (POR) |
| 2 september EK-kwalificatie № 472 «onderlinge duels» 19:45 uur |         |       |           | Avivastadion, Dublin Toeschouwers: 44.761 Scheidsrechter: Pedro Proença (POR) |

|                                                                |         |       |         |                                                                                            |
| 6 september EK-kwalificatie № 473 «onderlinge duels» 17:00 uur | Rusland | 0 – 0 | Ierland | Olympisch Stadion Loezjniki, Moskou Toeschouwers: 48.717 Scheidsrechter: Felix Brych (GER) |
| 6 september EK-kwalificatie № 473 «onderlinge duels» 17:00 uur |         |       |         | Olympisch Stadion Loezjniki, Moskou Toeschouwers: 48.717 Scheidsrechter: Felix Brych (GER) |

|                                                              |         |                                  |         | |
| 7 oktober EK-kwalificatie № 474 «onderlinge duels» 20:30 uur | Andorra | 0 – 2                            | Ierland | Estadi Comunal d'Andorra la Vella, Andorra la Vella Toeschouwers: 850 Scheidsrechter: Libor Kovařík (CZE) |
| 7 oktober EK-kwalificatie № 474 «onderlinge duels» 20:30 uur |         | 8' Kevin Doyle 20' Aiden McGeady |         | Estadi Comunal d'Andorra la Vella, Andorra la Vella Toeschouwers: 850 Scheidsrechter: Libor Kovařík (CZE) |

|                                                               |                                                |       |                        |                                                                                   |
| 11 oktober EK-kwalificatie № 475 «onderlinge duels» 19:45 uur | Ierland                                        | 2 – 1 | Armenië                | Avivastadion, Dublin Toeschouwers: 45.200 Scheidsrechter: Eduardo Iturralde (ESP) |
| 11 oktober EK-kwalificatie № 475 «onderlinge duels» 19:45 uur | Valeri Aleksanyan 43' (e.d.) Richard Dunne 59' |       | 62' Henrich Mchitarjan | Avivastadion, Dublin Toeschouwers: 45.200 Scheidsrechter: Eduardo Iturralde (ESP) |

|                                                                          |         |                                                                            |         |                                                                                   |
| 11 november EK-kwalificatie Play-offs № 476 «onderlinge duels» 19:45 uur | Estland | 0 – 4                                                                      | Ierland | A. Le Coq Arena, Tallinn Toeschouwers: 10.500 Scheidsrechter: Viktor Kassai (HUN) |
| 11 november EK-kwalificatie Play-offs № 476 «onderlinge duels» 19:45 uur |         | 13' Keith Andrews 67' Jon Walters 71' Robbie Keane 88' (pen.) Robbie Keane |         | A. Le Coq Arena, Tallinn Toeschouwers: 10.500 Scheidsrechter: Viktor Kassai (HUN) |

|                                                                          |                  |       |                          |                                                                               |
| 15 november EK-kwalificatie Play-offs № 477 «onderlinge duels» 19:45 uur | Ierland          | 1 – 1 | Estland                  | Avivastadion, Dublin Toeschouwers: 51.151 Scheidsrechter: Björn Kuipers (NED) |
| 15 november EK-kwalificatie Play-offs № 477 «onderlinge duels» 19:45 uur | Stephen Ward 32' |       | 57' Konstantin Vassiljev | Avivastadion, Dublin Toeschouwers: 51.151 Scheidsrechter: Björn Kuipers (NED) |

### 2012
|                                                                  |               |       |                 |                                                                             |
| 29 februari Vriendschappelijk № 478 «onderlinge duels» 19:45 uur | Ierland       | 1 – 1 | Tsjechië        | Avivastadion, Dublin Toeschouwers: 37.741 Scheidsrechter: Jorge Sousa (POR) |
| 29 februari Vriendschappelijk № 478 «onderlinge duels» 19:45 uur | Simon Cox 87' |       | 50' Milan Baroš | Avivastadion, Dublin Toeschouwers: 37.741 Scheidsrechter: Jorge Sousa (POR) |

|                                                             |                |       |                       |                                                                               |
| 25 mei Vriendschappelijk № 479 «onderlinge duels» 16:00 uur | Ierland        | 1 – 0 | Bosnië en Herzegovina | Avivastadion, Dublin Toeschouwers: 37.100 Scheidsrechter: Nikolaj Hänni (SUI) |
| 25 mei Vriendschappelijk № 479 «onderlinge duels» 16:00 uur | Shane Long 77' |       |                       | Avivastadion, Dublin Toeschouwers: 37.100 Scheidsrechter: Nikolaj Hänni (SUI) |

|                                                             |           |       |         |                                                                                        |
| 4 juni Vriendschappelijk № 480 «onderlinge duels» 20:30 uur | Hongarije | 0 – 0 | Ierland | Ferenc Puskásstadion, Boedapest Toeschouwers: 17.000 Scheidsrechter: Kenn Hansen (DEN) |
| 4 juni Vriendschappelijk № 480 «onderlinge duels» 20:30 uur |           |       |         | Ferenc Puskásstadion, Boedapest Toeschouwers: 17.000 Scheidsrechter: Kenn Hansen (DEN) |

| Europees kampioenschap voetbal 2012 |
| ----------------------------------- |

|                                                                 |                                                           |       |                    |                                                                                  |
| 10 juni EK-eindronde Groep C № 481 «onderlinge duels» 20:45 uur | Kroatië                                                   | 3 – 1 | Ierland            | Stadion Miejski, Poznań Toeschouwers: 39.550 Scheidsrechter: Björn Kuipers (NED) |
| 10 juni EK-eindronde Groep C № 481 «onderlinge duels» 20:45 uur | Mario Mandžukić 3' Nikica Jelavić 43' Mario Mandžukić 48' |       | 19' Sean St Ledger | Stadion Miejski, Poznań Toeschouwers: 39.550 Scheidsrechter: Björn Kuipers (NED) |

|                                                                 |         |                                                                           |        |                                                                            |
| 14 juni EK-eindronde Groep C № 482 «onderlinge duels» 20:45 uur | Ierland | 0 – 4                                                                     | Spanje | PGE Arena, Gdańsk Toeschouwers: 39.150 Scheidsrechter: Pedro Proença (POR) |
| 14 juni EK-eindronde Groep C № 482 «onderlinge duels» 20:45 uur |         | 19' Fernando Torres 49' David Silva 70' Fernando Torres 83' Cesc Fàbregas |        | PGE Arena, Gdańsk Toeschouwers: 39.150 Scheidsrechter: Pedro Proença (POR) |

|                                                                 |                                         |       |         |                                                                                 |
| 18 juni EK-eindronde Groep C № 483 «onderlinge duels» 20:45 uur | Italië                                  | 2 – 0 | Ierland | Stadion Miejski, Poznań Toeschouwers: 38.794 Scheidsrechter: Cüneyt Çakır (TUR) |
| 18 juni EK-eindronde Groep C № 483 «onderlinge duels» 20:45 uur | Antonio Cassano 35' Mario Balotelli 90' |       |         | Stadion Miejski, Poznań Toeschouwers: 38.794 Scheidsrechter: Cüneyt Çakır (TUR) |

|  |  |  |  |  |  |  |  |  |

|                                                                  |        |       |         |                                                                                      |
| 15 augustus Vriendschappelijk № 484 «onderlinge duels» 20:45 uur | Servië | 0 – 0 | Ierland | Rode Sterstadion, Belgrado Toeschouwers: 7.800 Scheidsrechter: Alexandru Tudor (ROM) |
| 15 augustus Vriendschappelijk № 484 «onderlinge duels» 20:45 uur |        |       |         | Rode Sterstadion, Belgrado Toeschouwers: 7.800 Scheidsrechter: Alexandru Tudor (ROM) |

|                                                                        |                        |       |                                         |                                                                                  |
| 7 september WK-kwalificatie Groep C № 485 «onderlinge duels» 18:00 uur | Kazachstan             | 1 – 2 | Ierland                                 | Astana Arena, Nur-Sultan Toeschouwers: 12.384 Scheidsrechter: Marius Avram (ROM) |
| 7 september WK-kwalificatie Groep C № 485 «onderlinge duels» 18:00 uur | Kailat Nurdauletov 37' |       | 89' (pen.) Robbie Keane 90' Kevin Doyle | Astana Arena, Nur-Sultan Toeschouwers: 12.384 Scheidsrechter: Marius Avram (ROM) |

|                                                                   |                       |       |                                                                |                                                                                 |
| 11 september Vriendschappelijk № 486 «onderlinge duels» 20:30 uur | Oman                  | 1 – 4 | Ierland                                                        | Craven Cottage, Londen Toeschouwers: 6.420 Scheidsrechter: Andre Marriner (ENG) |
| 11 september Vriendschappelijk № 486 «onderlinge duels» 20:30 uur | Mohammed Al-Farsi 72' |       | 7' Shane Long 23' Robbie Brady 36' Kevin Doyle 85' Alex Pearce | Craven Cottage, Londen Toeschouwers: 6.420 Scheidsrechter: Andre Marriner (ENG) |

|                                                               |                  |       |                                                                                               |                                                                                |
| 12 oktober WK-kwalificatie № 487 «onderlinge duels» 20:45 uur | Ierland          | 1 – 6 | Duitsland                                                                                     | Avivastadion, Dublin Toeschouwers: 42.000 Scheidsrechter: Nicola Rizzoli (ITA) |
| 12 oktober WK-kwalificatie № 487 «onderlinge duels» 20:45 uur | Andy Keogh 90+2' |       | 32' Marco Reus 40' Marco Reus 54' Mesut Özil 58' Miroslav Klose 61' Toni Kroos 83' Toni Kroos | Avivastadion, Dublin Toeschouwers: 42.000 Scheidsrechter: Nicola Rizzoli (ITA) |

|                                                               |                     |       |                                                                                  |                                                                              |
| 15 oktober WK-kwalificatie № 488 «onderlinge duels» 20:00 uur | Faeröer             | 1 – 4 | Ierland                                                                          | Tórsvøllur, Tórshavn Toeschouwers: 4.400 Scheidsrechter: Lorenc Jemini (ALB) |
| 15 oktober WK-kwalificatie № 488 «onderlinge duels» 20:00 uur | Arnbjørn Hansen 68' |       | 46' Marc Wilson 53' Jonathan Walters 73' (e.d.) Pól Justinussen 88' Darren O'Dea | Tórsvøllur, Tórshavn Toeschouwers: 4.400 Scheidsrechter: Lorenc Jemini (ALB) |

|                                                                  |         |                  |             |                                                                                   |
| 14 november Vriendschappelijk № 489 «onderlinge duels» 20:45 uur | Ierland | 0 – 1            | Griekenland | Avivastadion, Dublin Toeschouwers: 16.256 Scheidsrechter: Eitan Shmuelevich (ISR) |
| 14 november Vriendschappelijk № 489 «onderlinge duels» 20:45 uur |         | 29' José Holebas |             | Avivastadion, Dublin Toeschouwers: 16.256 Scheidsrechter: Eitan Shmuelevich (ISR) |

### 2013
|                                                                 |                                   |       |       |                                                                                      |
| 6 februari Vriendschappelijk № 490 «onderlinge duels» 19:45 uur | Ierland                           | 2 – 0 | Polen | Avivastadion, Dublin Toeschouwers: 43.112 Scheidsrechter: Sébastien Delferière (BEL) |
| 6 februari Vriendschappelijk № 490 «onderlinge duels» 19:45 uur | Ciaran Clark 35' Wes Hoolahan 76' |       |       | Avivastadion, Dublin Toeschouwers: 43.112 Scheidsrechter: Sébastien Delferière (BEL) |

|                                                             |        |       |         |                                                                                 |
| 22 maart WK-kwalificatie № 491 «onderlinge duels» 20:45 uur | Zweden | 0 – 0 | Ierland | Friends Arena, Solna Toeschouwers: 49.436 Scheidsrechter: Alberto Undiano (ESP) |
| 22 maart WK-kwalificatie № 491 «onderlinge duels» 20:45 uur |        |       |         | Friends Arena, Solna Toeschouwers: 49.436 Scheidsrechter: Alberto Undiano (ESP) |

|                                                             |                                          |       |                                     |                                                                                  |
| 26 maart WK-kwalificatie № 492 «onderlinge duels» 20:45 uur | Ierland                                  | 2 – 2 | Oostenrijk                          | Avivastadion, Dublin Toeschouwers: 36.100 Scheidsrechter: Marijo Strahonja (CRO) |
| 26 maart WK-kwalificatie № 492 «onderlinge duels» 20:45 uur | Jon Walters 25' (pen.) Jon Walters 45+1' |       | 11' Martin Harnik 90+2' David Alaba | Avivastadion, Dublin Toeschouwers: 36.100 Scheidsrechter: Marijo Strahonja (CRO) |

|                                                             |                   |       |                |                                                                                            |
| 29 mei Vriendschappelijk № 493 «onderlinge duels» 20:00 uur | Engeland          | 1 – 1 | Ierland        | Wembley National Stadium, Londen Toeschouwers: 80.126 Scheidsrechter: William Collum (SCO) |
| 29 mei Vriendschappelijk № 493 «onderlinge duels» 20:00 uur | Frank Lampard 23' |       | 13' Shane Long | Wembley National Stadium, Londen Toeschouwers: 80.126 Scheidsrechter: William Collum (SCO) |

|                                                             |                                                                   |       |         |                                                                                    |
| 2 juni Vriendschappelijk № 494 «onderlinge duels» 17:30 uur | Ierland                                                           | 4 – 0 | Georgië | Avivastadion, Dublin Toeschouwers: 50.000 Scheidsrechter: Sebastian Colțescu (ROE) |
| 2 juni Vriendschappelijk № 494 «onderlinge duels» 17:30 uur | Richard Keogh 42' Simon Cox 48' Robbie Keane 77' Robbie Keane 87' |       |         | Avivastadion, Dublin Toeschouwers: 50.000 Scheidsrechter: Sebastian Colțescu (ROE) |

|                                                           |                                                   |       |         |                                                                                    |
| 7 juni WK-kwalificatie № 495 «onderlinge duels» 19:45 uur | Ierland                                           | 3 – 0 | Faeröer | Avivastadion, Dublin Toeschouwers: 19.000 Scheidsrechter: Mattias Gestranius (FIN) |
| 7 juni WK-kwalificatie № 495 «onderlinge duels» 19:45 uur | Robbie Keane 5' Robbie Keane 56' Robbie Keane 81' |       |         | Avivastadion, Dublin Toeschouwers: 19.000 Scheidsrechter: Mattias Gestranius (FIN) |

|                                                    |                                   |       |         |                                                                                  |
| 10 juni Vriendschappelijk № 496 «onderlinge duels» | Spanje                            | 2 – 0 | Ierland | Yankee Stadium, New York Toeschouwers: 39.368 Scheidsrechter: Jair Marrufo (USA) |
| 10 juni Vriendschappelijk № 496 «onderlinge duels» | Roberto Soldado 68' Juan Mata 88' |       |         | Yankee Stadium, New York Toeschouwers: 39.368 Scheidsrechter: Jair Marrufo (USA) |

|                                                                  |       |       |         |                                                                                         |
| 14 augustus Vriendschappelijk № 497 «onderlinge duels» 19:45 uur | Wales | 0 – 0 | Ierland | Cardiff City Stadium, Cardiff Toeschouwers: 20.000 Scheidsrechter: Pavel Královec (CZE) |
| 14 augustus Vriendschappelijk № 497 «onderlinge duels» 19:45 uur |       |       |         | Cardiff City Stadium, Cardiff Toeschouwers: 20.000 Scheidsrechter: Pavel Královec (CZE) |

|                                                                |                  |       |                                        |                                                                               |
| 6 september WK-kwalificatie № 498 «onderlinge duels» 19:45 uur | Ierland          | 1 – 2 | Zweden                                 | Avivastadion, Dublin Toeschouwers: 49.500 Scheidsrechter: Damir Skomina (SLO) |
| 6 september WK-kwalificatie № 498 «onderlinge duels» 19:45 uur | Robbie Keane 21' |       | 33' Johan Elmander 57' Anders Svensson | Avivastadion, Dublin Toeschouwers: 49.500 Scheidsrechter: Damir Skomina (SLO) |

|                                                       |                 |       |         |                                                                                            |
| 10 september WK-kwalificatie № 499 «onderlinge duels» | Oostenrijk      | 1 – 0 | Ierland | Ernst Happelstadion, Wenen Toeschouwers: 48.500 Scheidsrechter: Olegário Benquerença (POR) |
| 10 september WK-kwalificatie № 499 «onderlinge duels» | David Alaba 84' |       |         | Ernst Happelstadion, Wenen Toeschouwers: 48.500 Scheidsrechter: Olegário Benquerença (POR) |

|                                                     |                                                      |       |         |                                                                                       |
| 11 oktober WK-kwalificatie № 500 «onderlinge duels» | Duitsland                                            | 3 – 0 | Ierland | RheinEnergieStadion, Keulen Toeschouwers: 46.237 Scheidsrechter: Serge Gumienny (BEL) |
| 11 oktober WK-kwalificatie № 500 «onderlinge duels» | Sami Khedira 12' André Schürrle 58' Mesut Özil 90+1' |       |         | RheinEnergieStadion, Keulen Toeschouwers: 46.237 Scheidsrechter: Serge Gumienny (BEL) |

|                                                     |                                                                   |       |                    |                                                                                     |
| 15 oktober WK-kwalificatie № 501 «onderlinge duels» | Ierland                                                           | 3 – 1 | Kazachstan         | Avivastadion, Dublin Toeschouwers: 21.700 Scheidsrechter: Vadims Direktorenko (LAT) |
| 15 oktober WK-kwalificatie № 501 «onderlinge duels» | Robbie Keane 17' (pen.) John O'Shea 26' Dmitriy Shomko 78' (e.d.) |       | 13' Dmitriy Shomko | Avivastadion, Dublin Toeschouwers: 21.700 Scheidsrechter: Vadims Direktorenko (LAT) |

|                                                                  |                                                   |       |         |                                                                                |
| 15 november Vriendschappelijk № 502 «onderlinge duels» 20:45 uur | Ierland                                           | 3 – 0 | Letland | Avivastadion, Dublin Toeschouwers: 37.100 Scheidsrechter: Andreas Ekberg (SWE) |
| 15 november Vriendschappelijk № 502 «onderlinge duels» 20:45 uur | Robbie Keane 22' Aiden McGeady 68' Shane Long 79' |       |         | Avivastadion, Dublin Toeschouwers: 37.100 Scheidsrechter: Andreas Ekberg (SWE) |

|                                                                  |       |       |         |                                                                                 |
| 19 november Vriendschappelijk № 503 «onderlinge duels» 20:00 uur | Polen | 0 – 0 | Ierland | Stadion Miejski, Poznań Toeschouwers: 3.500 Scheidsrechter: Richard Trutz (SVK) |
| 19 november Vriendschappelijk № 503 «onderlinge duels» 20:00 uur |       |       |         | Stadion Miejski, Poznań Toeschouwers: 3.500 Scheidsrechter: Richard Trutz (SVK) |

### 2014
|                                                              |               |       |                                              |                                                                               |
| 5 maart Vriendschappelijk № 504 «onderlinge duels» 20:00 uur | Ierland       | 1 – 2 | Servië                                       | Avivastadion, Dublin Toeschouwers: 37.243 Scheidsrechter: Viktor Kassai (HUN) |
| 5 maart Vriendschappelijk № 504 «onderlinge duels» 20:00 uur | Shane Long 8' |       | 48' (e.d.) James McCarthy 60' Filip Đorđević | Avivastadion, Dublin Toeschouwers: 37.243 Scheidsrechter: Viktor Kassai (HUN) |

|                                                             |                 |       |                                       |                                                                              |
| 25 mei Vriendschappelijk № 505 «onderlinge duels» 20:00 uur | Ierland         | 1 – 2 | Turkije                               | Avivastadion, Dublin Toeschouwers: 25.191 Scheidsrechter: Ruddy Buquet (FRA) |
| 25 mei Vriendschappelijk № 505 «onderlinge duels» 20:00 uur | Jon Walters 78' |       | 17' Ahmet İlhan Özek 75' Tarık Çamdal | Avivastadion, Dublin Toeschouwers: 25.191 Scheidsrechter: Ruddy Buquet (FRA) |

|                                                             |        |       |         |                                                                                  |
| 31 mei Vriendschappelijk № 506 «onderlinge duels» 20:45 uur | Italië | 0 – 0 | Ierland | Craven Cottage, Londen Toeschouwers: 22.897 Scheidsrechter: Michael Oliver (ENG) |
| 31 mei Vriendschappelijk № 506 «onderlinge duels» 20:45 uur |        |       |         | Craven Cottage, Londen Toeschouwers: 22.897 Scheidsrechter: Michael Oliver (ENG) |

|                                                             |                         |       |                 |                                                                         |
| 6 juni Vriendschappelijk № 507 «onderlinge duels» 20:00 uur | Costa Rica              | 1 – 1 | Ierland         | PPL Park, Chester Toeschouwers: 7.000 Scheidsrechter: Raúl Castro (HON) |
| 6 juni Vriendschappelijk № 507 «onderlinge duels» 20:00 uur | Celso Borges 64' (pen.) |       | 18' Colin Doyle | PPL Park, Chester Toeschouwers: 7.000 Scheidsrechter: Raúl Castro (HON) |

|                                                    |                   |       |                                                                                            |                                                                                              |
| 10 juni Vriendschappelijk № 508 «onderlinge duels» | Ierland           | 1 – 5 | Portugal                                                                                   | MetLife Stadium, East Rutherford Toeschouwers: 46.063 Scheidsrechter: Baldomero Toledo (USA) |
| 10 juni Vriendschappelijk № 508 «onderlinge duels» | James McClean 52' |       | 2' Hugo Almeida 20' (e.d.) Richard Keogh 37' Hugo Almeida 77' Vieirinha 83' Fábio Coentrão | MetLife Stadium, East Rutherford Toeschouwers: 46.063 Scheidsrechter: Baldomero Toledo (USA) |

|                                                        |                                 |       |      |                                                                               |
| 3 september Vriendschappelijk № 509 «onderlinge duels» | Ierland                         | 2 – 0 | Oman | Avivastadion, Dublin Toeschouwers: 14.376 Scheidsrechter: Ilias Spathas (GRE) |
| 3 september Vriendschappelijk № 509 «onderlinge duels» | Kevin Doyle 20' Alex Pearce 81' |       |      | Avivastadion, Dublin Toeschouwers: 14.376 Scheidsrechter: Ilias Spathas (GRE) |

|                                                      |                         |       |                                     |                                                                                        |
| 7 september EK-kwalificatie № 510 «onderlinge duels» | Georgië                 | 1 – 2 | Ierland                             | Boris Paitsjadzestadion, Tbilisi Toeschouwers: 40.000 Scheidsrechter: Kevin Blom (NED) |
| 7 september EK-kwalificatie № 510 «onderlinge duels» | Tornike Okriasjvili 38' |       | 24' Aiden McGeady 90' Aiden McGeady | Boris Paitsjadzestadion, Tbilisi Toeschouwers: 40.000 Scheidsrechter: Kevin Blom (NED) |

|                                                             | |       |           |                                                                                  |
| 11 oktober EK-kwalificatie Groep D № 511 «onderlinge duels» | Ierland | 7 – 0 | Gibraltar | Avivastadion, Dublin Toeschouwers: 35.123 Scheidsrechter: Leontios Trattou (CYP) |
| 11 oktober EK-kwalificatie Groep D № 511 «onderlinge duels» | Robbie Keane 6' Robbie Keane 14' Robbie Keane 18' (pen.) James McClean 46' Jordan Perez 51' (e.d.) James McClean 53' Wes Hoolahan 56' |       |           | Avivastadion, Dublin Toeschouwers: 35.123 Scheidsrechter: Leontios Trattou (CYP) |

|                                                                       |                |       |                   |                                                                                       |
| 14 oktober EK-kwalificatie Groep D № 512 «onderlinge duels» 20:45 uur | Duitsland      | 1 – 1 | Ierland           | Veltins-Arena, Gelsenkirchen Toeschouwers: 51.204 Scheidsrechter: Damir Skomina (SLO) |
| 14 oktober EK-kwalificatie Groep D № 512 «onderlinge duels» 20:45 uur | Toni Kroos 71' |       | 90+4' John O'Shea | Veltins-Arena, Gelsenkirchen Toeschouwers: 51.204 Scheidsrechter: Damir Skomina (SLO) |

|                                                              |                   |       |         |                                                                               |
| 14 november EK-kwalificatie Groep D № 513 «onderlinge duels» | Schotland         | 1 – 0 | Ierland | Celtic Park, Glasgow Toeschouwers: 60.000 Scheidsrechter: Milorad Mažić (SRB) |
| 14 november EK-kwalificatie Groep D № 513 «onderlinge duels» | Shaun Maloney 75' |       |         | Celtic Park, Glasgow Toeschouwers: 60.000 Scheidsrechter: Milorad Mažić (SRB) |

|                                                        |                                                                           |       |                  |                                                                                  |
| 18 november Vriendschappelijk № 514 «onderlinge duels» | Ierland                                                                   | 4 – 1 | Verenigde Staten | Avivastadion, Dublin Toeschouwers: 33.332 Scheidsrechter: Paweł Raczkowski (POL) |
| 18 november Vriendschappelijk № 514 «onderlinge duels» | Anthony Pilkington 7' Robbie Brady 55' James McClean 82' Robbie Brady 86' |       | 39' Mix Diskerud | Avivastadion, Dublin Toeschouwers: 33.332 Scheidsrechter: Paweł Raczkowski (POL) |

### 2015
|                                                             |                |       |                     |                                                                                |
| 29 maart EK-kwalificatie № 515 «onderlinge duels» 20:45 uur | Ierland        | 1 – 1 | Polen               | Avivastadion, Dublin Toeschouwers: 50.500 Scheidsrechter: Jonas Eriksson (SWE) |
| 29 maart EK-kwalificatie № 515 «onderlinge duels» 20:45 uur | Shane Long 90' |       | 26' Sławomir Peszko | Avivastadion, Dublin Toeschouwers: 50.500 Scheidsrechter: Jonas Eriksson (SWE) |

|                                                   |         |       |          |                                                                               |
| 7 juni Vriendschappelijk № 516 «onderlinge duels» | Ierland | 0 – 0 | Engeland | Avivastadion, Dublin Toeschouwers: 43.486 Scheidsrechter: Arnold Hunter (NIR) |
| 7 juni Vriendschappelijk № 516 «onderlinge duels» |         |       |          | Avivastadion, Dublin Toeschouwers: 43.486 Scheidsrechter: Arnold Hunter (NIR) |

|                                                            |                 |       |                   |                                                                                |
| 13 juni EK-kwalificatie № 517 «onderlinge duels» 18:00 uur | Ierland         | 1 – 1 | Schotland         | Avivastadion, Dublin Toeschouwers: 49.063 Scheidsrechter: Nicola Rizzoli (ITA) |
| 13 juni EK-kwalificatie № 517 «onderlinge duels» 18:00 uur | Jon Walters 38' |       | 47' Shaun Maloney | Avivastadion, Dublin Toeschouwers: 49.063 Scheidsrechter: Nicola Rizzoli (ITA) |

|                                                                |           |                                                                            |         |                                                                                   |
| 4 september EK-kwalificatie № 518 «onderlinge duels» 20:45 uur | Gibraltar | 0 – 4                                                                      | Ierland | Estádio Algarve, Loulé Toeschouwers: 5.397 Scheidsrechter: Marijo Strahonja (CRO) |
| 4 september EK-kwalificatie № 518 «onderlinge duels» 20:45 uur |           | 27' Cyrus Christie 49' Robbie Keane 51' (pen.) Robbie Keane 79' Shane Long |         | Estádio Algarve, Loulé Toeschouwers: 5.397 Scheidsrechter: Marijo Strahonja (CRO) |

|                                                                |                      |       |         |                                                                            |
| 7 september EK-kwalificatie № 519 «onderlinge duels» 20:45 uur | Ierland              | 1 – 0 | Georgië | Avivastadion, Dublin Toeschouwers: 27.200 Scheidsrechter: István Vad (HUN) |
| 7 september EK-kwalificatie № 519 «onderlinge duels» 20:45 uur | Jonathan Walters 69' |       |         | Avivastadion, Dublin Toeschouwers: 27.200 Scheidsrechter: István Vad (HUN) |

|                                                              |                |       |           |                                                                                         |
| 8 oktober EK-kwalificatie № 520 «onderlinge duels» 20:45 uur | Ierland        | 1 – 0 | Duitsland | Avivastadion, Dublin Toeschouwers: 50.604 Scheidsrechter: Carlos Velasco Carballo (ESP) |
| 8 oktober EK-kwalificatie № 520 «onderlinge duels» 20:45 uur | Shane Long 70' |       |           | Avivastadion, Dublin Toeschouwers: 50.604 Scheidsrechter: Carlos Velasco Carballo (ESP) |

|                                                               |                                                |       |                             |                                                                                     |
| 11 oktober EK-kwalificatie № 521 «onderlinge duels» 20:45 uur | Polen                                          | 2 – 1 | Ierland                     | Nationaal Stadion, Warschau Toeschouwers: 57.497 Scheidsrechter: Cüneyt Çakır (TUR) |
| 11 oktober EK-kwalificatie № 521 «onderlinge duels» 20:45 uur | Grzegorz Krychowiak 13' Robert Lewandowski 42' |       | 16' (pen.) Jonathan Walters | Nationaal Stadion, Warschau Toeschouwers: 57.497 Scheidsrechter: Cüneyt Çakır (TUR) |

|                                                                |                 |       |                  |                                                                             |
| 13 november EK-kwalificatie № 522 «onderlinge duels» 20:45 uur | Bosnië en Herz. | 1 – 1 | Ierland          | Bilino Polje, Zenica Toeschouwers: 15.000 Scheidsrechter: Felix Brych (GER) |
| 13 november EK-kwalificatie № 522 «onderlinge duels» 20:45 uur | Edin Džeko 85'  |       | 82' Robbie Brady | Bilino Polje, Zenica Toeschouwers: 15.000 Scheidsrechter: Felix Brych (GER) |

|                                                                |                                                  |       |                |                                                                               |
| 16 november EK-kwalificatie № 523 «onderlinge duels» 20:45 uur | Ierland                                          | 2 – 0 | Bosnië en Her. | Avivastadion, Dublin Toeschouwers: 51.000 Scheidsrechter: Björn Kuipers (NED) |
| 16 november EK-kwalificatie № 523 «onderlinge duels» 20:45 uur | Jonathan Walters 24' (pen.) Jonathan Walters 70' |       |                | Avivastadion, Dublin Toeschouwers: 51.000 Scheidsrechter: Björn Kuipers (NED) |

### 2016
|                                                               |                 |       |             |                                                                                  |
| 25 maart Vriendschappelijk № 524 «onderlinge duels» 20:45 uur | Ierland         | 1 – 0 | Zwitserland | Avivastadion, Dublin Toeschouwers: 35.450 Scheidsrechter: Miroslav Zelinka (CZE) |
| 25 maart Vriendschappelijk № 524 «onderlinge duels» 20:45 uur | Ciaran Clark 2' |       |             | Avivastadion, Dublin Toeschouwers: 35.450 Scheidsrechter: Miroslav Zelinka (CZE) |

|                                                     |                                                |       |                                            |                                                                                   |
| 29 maart Vriendschappelijk № 525 «onderlinge duels» | Ierland                                        | 2 – 2 | Slowakije                                  | Avivastadion, Dublin Toeschouwers: 30.217 Scheidsrechter: Ola Hobber Nilsen (NOR) |
| 29 maart Vriendschappelijk № 525 «onderlinge duels» | Shane Long 22' (pen.) James McClean 24' (pen.) |       | 14' Miroslav Stoch 45' (e.d.) Paul McShane | Avivastadion, Dublin Toeschouwers: 30.217 Scheidsrechter: Ola Hobber Nilsen (NOR) |

|                                                   |                |       |                  |                                                                                   |
| 27 mei Vriendschappelijk № 526 «onderlinge duels» | Ierland        | 1 – 1 | Nederland        | Avivastadion, Dublin Toeschouwers: 42.438 Scheidsrechter: Artur Soares Dias (POR) |
| 27 mei Vriendschappelijk № 526 «onderlinge duels» | Shane Long 30' |       | 85' Luuk de Jong | Avivastadion, Dublin Toeschouwers: 42.438 Scheidsrechter: Artur Soares Dias (POR) |

|                                                   |                  |       |                                                  |                                                                                |
| 31 mei Vriendschappelijk № 527 «onderlinge duels» | Ierland          | 1 – 2 | Wit-Rusland                                      | Turners Cross, Cork Toeschouwers: 7.200 Scheidsrechter: Dejan Jakimovski (MKD) |
| 31 mei Vriendschappelijk № 527 «onderlinge duels» | Stephen Ward 72' |       | 20' Mikhail Gordeitsjoek 63' Aljaksandr Valadzko | Turners Cross, Cork Toeschouwers: 7.200 Scheidsrechter: Dejan Jakimovski (MKD) |

| Europees kampioenschap |
| ---------------------- |

|                                                            |                  |       |                         |                                                                                       |
| 13 juni EK 2016 Groep E № 528 «onderlinge duels» 18:00 uur | Ierland          | 1 – 1 | Zweden                  | Stade de France, Saint-Denis Toeschouwers: 73.419 Scheidsrechter: Milorad Mažić (SRB) |
| 13 juni EK 2016 Groep E № 528 «onderlinge duels» 18:00 uur | Wes Hoolahan 48' |       | 71' (e.d.) Ciaran Clark | Stade de France, Saint-Denis Toeschouwers: 73.419 Scheidsrechter: Milorad Mažić (SRB) |

|                                                            |                                                     |       |         |                                                                                          |
| 18 juni EK 2016 Groep E № 529 «onderlinge duels» 15:00 uur | België                                              | 3 – 0 | Ierland | Nouveau Stade Bordeaux, Bordeaux Toeschouwers: 39.493 Scheidsrechter: Cüneyt Çakır (TUR) |
| 18 juni EK 2016 Groep E № 529 «onderlinge duels» 15:00 uur | Romelu Lukaku 48' Axel Witsel 61' Romelu Lukaku 70' |       |         | Nouveau Stade Bordeaux, Bordeaux Toeschouwers: 39.493 Scheidsrechter: Cüneyt Çakır (TUR) |

|                                                            |        |                  |         | |
| 22 juni EK 2016 Groep E № 530 «onderlinge duels» 21:00 uur | Italië | 0 – 1            | Ierland | Grand Stade Lille Métropole, Villeneuve-d'Ascq Toeschouwers: 44.268 Scheidsrechter: Ovidiu Haţegan (ROM) |
| 22 juni EK 2016 Groep E № 530 «onderlinge duels» 21:00 uur |        | 85' Robbie Brady |         | Grand Stade Lille Métropole, Villeneuve-d'Ascq Toeschouwers: 44.268 Scheidsrechter: Ovidiu Haţegan (ROM) |

|                                                                   |                                             |       |                        |                                                                                         |
| 26 juni EK 2016 Achtste finale № 531 «onderlinge duels» 15:00 uur | Frankrijk                                   | 2 – 1 | Ierland                | Parc Olympique Lyonnais, Lyon Toeschouwers: 56.279 Scheidsrechter: Nicola Rizzoli (ITA) |
| 26 juni EK 2016 Achtste finale № 531 «onderlinge duels» 15:00 uur | Antoine Griezmann 58' Antoine Griezmann 61' |       | 2' (pen.) Robbie Brady | Parc Olympique Lyonnais, Lyon Toeschouwers: 56.279 Scheidsrechter: Nicola Rizzoli (ITA) |

|  |  |  |  |  |  |  |  |  |

|                                                        |                                                                            |       |      |                                                                                 |
| 31 augustus Vriendschappelijk № 532 «onderlinge duels» | Ierland                                                                    | 4 – 0 | Oman | Avivastadion, Dublin Toeschouwers: 27.000 Scheidsrechter: Dimitris Masias (CYP) |
| 31 augustus Vriendschappelijk № 532 «onderlinge duels» | Robbie Brady 8' Robbie Keane 30' Jonathan Walters 34' Jonathan Walters 63' |       |      | Avivastadion, Dublin Toeschouwers: 27.000 Scheidsrechter: Dimitris Masias (CYP) |

|                                                                             |                                         |       |                                   |                                                                                     |
| 5 september Kwalificatie WK 2018 Groep D № 533 «onderlinge duels» 20:45 uur | Servië                                  | 2 – 2 | Ierland                           | Rode Sterstadion, Belgrado Toeschouwers: 10.000 Scheidsrechter: Viktor Kassai (HUN) |
| 5 september Kwalificatie WK 2018 Groep D № 533 «onderlinge duels» 20:45 uur | Filip Kostić 62' Dušan Tadić 69' (pen.) |       | 3' Jeff Hendrick 80' Daryl Murphy | Rode Sterstadion, Belgrado Toeschouwers: 10.000 Scheidsrechter: Viktor Kassai (HUN) |

|                                                                           |                    |       |         |                                                                              |
| 6 oktober Kwalificatie WK 2018 Groep D № 534 «onderlinge duels» 20:45 uur | Ierland            | 1 – 0 | Georgië | Avivastadion, Dublin Toeschouwers: 39.793 Scheidsrechter: Tony Chapron (FRA) |
| 6 oktober Kwalificatie WK 2018 Groep D № 534 «onderlinge duels» 20:45 uur | Séamus Coleman 56' |       |         | Avivastadion, Dublin Toeschouwers: 39.793 Scheidsrechter: Tony Chapron (FRA) |

|                                                                           |                    |       |                                                   |                                                                                   |
| 9 oktober Kwalificatie WK 2018 Groep D № 535 «onderlinge duels» 20:45 uur | Moldavië           | 1 – 3 | Ierland                                           | Stadionul Zimbru, Chișinău Toeschouwers: 6.089 Scheidsrechter: Jakob Kehlet (DEN) |
| 9 oktober Kwalificatie WK 2018 Groep D № 535 «onderlinge duels» 20:45 uur | Igor Bugaiov 45+1' |       | 2' Shane Long 69' James McClean 76' James McClean | Stadionul Zimbru, Chișinău Toeschouwers: 6.089 Scheidsrechter: Jakob Kehlet (DEN) |

|                                                                             |            |                   |         |                                                                                       |
| 12 november Kwalificatie WK 2018 Groep D № 536 «onderlinge duels» 18:00 uur | Oostenrijk | 0 – 1             | Ierland | Ernst Happelstadion, Wenen Toeschouwers: 48.500 Scheidsrechter: Sergej Karasjov (RUS) |
| 12 november Kwalificatie WK 2018 Groep D № 536 «onderlinge duels» 18:00 uur |            | 48' James McClean |         | Ernst Happelstadion, Wenen Toeschouwers: 48.500 Scheidsrechter: Sergej Karasjov (RUS) |

### 2017
|                                                                          |         |       |       |                                                                                |
| 24 maart Kwalificatie WK 2018 Groep D № 537 «onderlinge duels» 20:45 uur | Ierland | 0 – 0 | Wales | Avivastadion, Dublin Toeschouwers: 51.700 Scheidsrechter: Nicola Rizzoli (ITA) |
| 24 maart Kwalificatie WK 2018 Groep D № 537 «onderlinge duels» 20:45 uur |         |       |       | Avivastadion, Dublin Toeschouwers: 51.700 Scheidsrechter: Nicola Rizzoli (ITA) |

|                                                               |         |                      |         |                                                                              |
| 28 maart Vriendschappelijk № 538 «onderlinge duels» 20:45 uur | Ierland | 0 – 1                | IJsland | Avivastadion, Dublin Toeschouwers: 37.241 Scheidsrechter: Jakob Kehlet (DEN) |
| 28 maart Vriendschappelijk № 538 «onderlinge duels» 20:45 uur |         | 21' Hörður Magnússon |         | Avivastadion, Dublin Toeschouwers: 37.241 Scheidsrechter: Jakob Kehlet (DEN) |

|                                                             |                                                          |       |                     |                                                                                       |
| 1 juni Vriendschappelijk № 539 «onderlinge duels» 20:30 uur | Mexico                                                   | 3 – 1 | Ierland             | MetLife Stadium, East Rutherford Toeschouwers: 42.017 Scheidsrechter: Ted Unkel (USA) |
| 1 juni Vriendschappelijk № 539 «onderlinge duels» 20:30 uur | Jesús Corona 16' Raúl Jiménez 25' (pen.) Carlos Vela 54' |       | 76' Stephen Gleeson | MetLife Stadium, East Rutherford Toeschouwers: 42.017 Scheidsrechter: Ted Unkel (USA) |

|                                                             |                                                      |       |                  |                                                                               |
| 4 juni Vriendschappelijk № 540 «onderlinge duels» 18:00 uur | Ierland                                              | 3 – 1 | Uruguay          | Avivastadion, Dublin Toeschouwers: 27.193 Scheidsrechter: Craig Thomson (SCO) |
| 4 juni Vriendschappelijk № 540 «onderlinge duels» 18:00 uur | Jon Walters 27' Cyrus Christie 51' James McClean 77' |       | 38' José Giménez | Avivastadion, Dublin Toeschouwers: 27.193 Scheidsrechter: Craig Thomson (SCO) |

|                                                                         |                      |       |                        |                                                                                          |
| 11 juni Kwalificatie WK 2018 Groep D № 541 «onderlinge duels» 20:45 uur | Ierland              | 1 – 1 | Oostenrijk             | Avivastadion, Dublin Toeschouwers: 51.700 Scheidsrechter: David Fernández Borbalán (ESP) |
| 11 juni Kwalificatie WK 2018 Groep D № 541 «onderlinge duels» 20:45 uur | Jonathan Walters 85' |       | 31' Martin Hinteregger | Avivastadion, Dublin Toeschouwers: 51.700 Scheidsrechter: David Fernández Borbalán (ESP) |

|                                                                             |                        |       |                |                                                                                           |
| 2 september Kwalificatie WK 2018 Groep D № 542 «onderlinge duels» 20:45 uur | Georgië                | 1 – 1 | Ierland        | Boris Paitsjadzestadion, Tbilisi Toeschouwers: 35.000 Scheidsrechter: Ivan Kružliak (SVK) |
| 2 september Kwalificatie WK 2018 Groep D № 542 «onderlinge duels» 20:45 uur | Valeri Kazaisjvili 34' |       | 4' Shane Duffy | Boris Paitsjadzestadion, Tbilisi Toeschouwers: 35.000 Scheidsrechter: Ivan Kružliak (SVK) |

|                                                                             |         |                        |        |                                                                              |
| 5 september Kwalificatie WK 2018 Groep D № 543 «onderlinge duels» 20:45 uur | Ierland | 0 – 1                  | Servië | Avivastadion, Dublin Toeschouwers: 50.153 Scheidsrechter: Cüneyt Çakır (TUR) |
| 5 september Kwalificatie WK 2018 Groep D № 543 «onderlinge duels» 20:45 uur |         | 55' Aleksandar Kolarov |        | Avivastadion, Dublin Toeschouwers: 50.153 Scheidsrechter: Cüneyt Çakır (TUR) |

|                                                                           |                                  |       |          |                                                                             |
| 6 oktober Kwalificatie WK 2018 Groep D № 544 «onderlinge duels» 20:45 uur | Ierland                          | 2 – 0 | Moldavië | Avivastadion, Dublin Toeschouwers: 55.560 Scheidsrechter: Bas Nijhuis (NED) |
| 6 oktober Kwalificatie WK 2018 Groep D № 544 «onderlinge duels» 20:45 uur | Daryl Murphy 2' Daryl Murphy 19' |       |          | Avivastadion, Dublin Toeschouwers: 55.560 Scheidsrechter: Bas Nijhuis (NED) |

|                                                                           |       |                   |         |                                                                                        |
| 9 oktober Kwalificatie WK 2018 Groep D № 545 «onderlinge duels» 20:45 uur | Wales | 0 – 1             | Ierland | Cardiff City Stadium, Cardiff Toeschouwers: 33.000 Scheidsrechter: Damir Skomina (SLO) |
| 9 oktober Kwalificatie WK 2018 Groep D № 545 «onderlinge duels» 20:45 uur |       | 57' James McClean |         | Cardiff City Stadium, Cardiff Toeschouwers: 33.000 Scheidsrechter: Damir Skomina (SLO) |

|                                                                               |            |       |         |                                                                             |
| 11 november Kwalificatie WK 2018 Play-offs № 546 «onderlinge duels» 20:45 uur | Denemarken | 0 – 0 | Ierland | Parken, Kopenhagen Toeschouwers: 36.189 Scheidsrechter: Milorad Mažić (SRB) |
| 11 november Kwalificatie WK 2018 Play-offs № 546 «onderlinge duels» 20:45 uur |            |       |         | Parken, Kopenhagen Toeschouwers: 36.189 Scheidsrechter: Milorad Mažić (SRB) |

|                                                                               |                |       | |                                                                                  |
| 14 november Kwalificatie WK 2018 Play-offs № 547 «onderlinge duels» 20:45 uur | Ierland        | 1 – 5 | Denemarken | Avivastadion, Dublin Toeschouwers: 51.700 Scheidsrechter: Szymon Marciniak (POL) |
| 14 november Kwalificatie WK 2018 Play-offs № 547 «onderlinge duels» 20:45 uur | Shane Duffy 6' |       | 29' Andreas Christensen 32' Christian Eriksen 63' Christian Eriksen 73' Christian Eriksen 90' (pen.) Nicklas Bendtner | Avivastadion, Dublin Toeschouwers: 51.700 Scheidsrechter: Szymon Marciniak (POL) |

### 2018
|                                                               |                  |       |         |                                                                                  |
| 23 maart Vriendschappelijk № 548 «onderlinge duels» 19:30 uur | Turkije          | 1 – 0 | Ierland | Antalyastadion, Antalya Toeschouwers: 32.000 Scheidsrechter: Slavko Vinčić (SLO) |
| 23 maart Vriendschappelijk № 548 «onderlinge duels» 19:30 uur | Mehmet Topal 52' |       |         | Antalyastadion, Antalya Toeschouwers: 32.000 Scheidsrechter: Slavko Vinčić (SLO) |

|                                                             |                                    |       |         |                                                                                        |
| 28 mei Vriendschappelijk № 549 «onderlinge duels» 21:00 uur | Frankrijk                          | 2 – 0 | Ierland | Stade de France, Saint-Denis Toeschouwers: 72.000 Scheidsrechter: Georgi Kabakov (BUL) |
| 28 mei Vriendschappelijk № 549 «onderlinge duels» 21:00 uur | Olivier Giroud 40' Nabil Fekir 43' |       |         | Stade de France, Saint-Denis Toeschouwers: 72.000 Scheidsrechter: Georgi Kabakov (BUL) |

|                                                             |                                 |       |                  |                                                                               |
| 2 juni Vriendschappelijk № 550 «onderlinge duels» 20:00 uur | Ierland                         | 2 – 1 | Verenigde Staten | Avivastadion, Dublin Toeschouwers: 32.300 Scheidsrechter: Andrew Dallas (SCO) |
| 2 juni Vriendschappelijk № 550 «onderlinge duels» 20:00 uur | Graham Burke 57' Alan Judge 90' |       | 45' Bobby Wood   | Avivastadion, Dublin Toeschouwers: 32.300 Scheidsrechter: Andrew Dallas (SCO) |

|                                                                             |                                                                     |       |                    |                                                                                         |
| 6 september UEFA Nations League Groep B4 № 551 «onderlinge duels» 19:45 uur | Wales                                                               | 4 – 1 | Ierland            | Cardiff City Stadium, Cardiff Toeschouwers: 25.657 Scheidsrechter: Clément Turpin (FRA) |
| 6 september UEFA Nations League Groep B4 № 551 «onderlinge duels» 19:45 uur | Tom Lawrence 6' Gareth Bale 18' Aaron Ramsey 37' Connor Roberts 55' |       | 66' Shaun Williams | Cardiff City Stadium, Cardiff Toeschouwers: 25.657 Scheidsrechter: Clément Turpin (FRA) |

|                                                                   |                   |       |                   |                                                                                    |
| 11 september Vriendschappelijk № 552 «onderlinge duels» 20:45 uur | Polen             | 1 – 1 | Ierland           | Stadion Miejski, Wrocław Toeschouwers: 25.455 Scheidsrechter: Boris Marhefka (SVK) |
| 11 september Vriendschappelijk № 552 «onderlinge duels» 20:45 uur | Mateusz Klich 87' |       | 53' Aiden O'Brien | Stadion Miejski, Wrocław Toeschouwers: 25.455 Scheidsrechter: Boris Marhefka (SVK) |

|                                                                            |         |       |            |                                                                                |
| 13 oktober UEFA Nations League Groep B4 № 553 «onderlinge duels» 20:45 uur | Ierland | 0 – 0 | Denemarken | Avivastadion, Dublin Toeschouwers: 41.220 Scheidsrechter: Xavier Estrada (ESP) |
| 13 oktober UEFA Nations League Groep B4 № 553 «onderlinge duels» 20:45 uur |         |       |            | Avivastadion, Dublin Toeschouwers: 41.220 Scheidsrechter: Xavier Estrada (ESP) |

|                                                                            |         |                  |       |                                                                               |
| 16 oktober UEFA Nations League Groep B4 № 554 «onderlinge duels» 20:45 uur | Ierland | 0 – 1            | Wales | Avivastadion, Dublin Toeschouwers: 38.321 Scheidsrechter: Björn Kuipers (NED) |
| 16 oktober UEFA Nations League Groep B4 № 554 «onderlinge duels» 20:45 uur |         | 58' Harry Wilson |       | Avivastadion, Dublin Toeschouwers: 38.321 Scheidsrechter: Björn Kuipers (NED) |

|                                                                  |         |       |               |                                                                               |
| 15 november Vriendschappelijk № 555 «onderlinge duels» 20:45 uur | Ierland | 0 – 0 | Noord-Ierland | Avivastadion, Dublin Toeschouwers: 38.321 Scheidsrechter: Slavko Vinčić (SLO) |
| 15 november Vriendschappelijk № 555 «onderlinge duels» 20:45 uur |         |       |               | Avivastadion, Dublin Toeschouwers: 38.321 Scheidsrechter: Slavko Vinčić (SLO) |

|                                                                             |            |       |         |                                                                             |
| 19 november UEFA Nations League Groep B4 № 556 «onderlinge duels» 20:45 uur | Denemarken | 0 – 0 | Ierland | Ceres Park, Aarhus Toeschouwers: 11.130 Scheidsrechter: Aliyar Ağayev (AZE) |
| 19 november UEFA Nations League Groep B4 № 556 «onderlinge duels» 20:45 uur |            |       |         | Ceres Park, Aarhus Toeschouwers: 11.130 Scheidsrechter: Aliyar Ağayev (AZE) |

### 2019
|                                                                     |           |                   |         |                                                                                            |
| 23 maart EK-kwalificatie Groep D № 557 «onderlinge duels» 18:00 uur | Gibraltar | 0 – 1             | Ierland | Victoriastadion, Gibraltar Toeschouwers: 2.000 Scheidsrechter: Anastasios Papapetrou (GRE) |
| 23 maart EK-kwalificatie Groep D № 557 «onderlinge duels» 18:00 uur |           | 49' Jeff Hendrick |         | Victoriastadion, Gibraltar Toeschouwers: 2.000 Scheidsrechter: Anastasios Papapetrou (GRE) |

|                                                                     |                     |       |         |                                                                                  |
| 26 maart EK-kwalificatie Groep D № 558 «onderlinge duels» 20:45 uur | Ierland             | 1 – 0 | Georgië | Avivastadion, Dublin Toeschouwers: 40.137 Scheidsrechter: Serdar Gözübüyük (NED) |
| 26 maart EK-kwalificatie Groep D № 558 «onderlinge duels» 20:45 uur | Conor Hourihane 37' |       |         | Avivastadion, Dublin Toeschouwers: 40.137 Scheidsrechter: Serdar Gözübüyük (NED) |

|                                                                   |                     |       |                 |                                                                            |
| 7 juni EK-kwalificatie Groep D № 559 «onderlinge duels» 20:45 uur | Denemarken          | 1 – 1 | Ierland         | Parken, Kopenhagen Toeschouwers: 34.610 Scheidsrechter: Cüneyt Çakır (TUR) |
| 7 juni EK-kwalificatie Groep D № 559 «onderlinge duels» 20:45 uur | Pierre Højbjerg 76' |       | 85' Shane Duffy | Parken, Kopenhagen Toeschouwers: 34.610 Scheidsrechter: Cüneyt Çakır (TUR) |

|                                                                    |                                                |       |           |                                                                               |
| 10 juni EK-kwalificatie Groep D № 560 «onderlinge duels» 20:45 uur | Ierland                                        | 2 – 0 | Gibraltar | Avivastadion, Dublin Toeschouwers: 36.281 Scheidsrechter: Radu Petrescu (ROU) |
| 10 juni EK-kwalificatie Groep D № 560 «onderlinge duels» 20:45 uur | Joseph Chipolina 29' (e.d.) Robbie Brady 90+3' |       |           | Avivastadion, Dublin Toeschouwers: 36.281 Scheidsrechter: Radu Petrescu (ROU) |

|                                                                        |                      |       |                  |                                                                                         |
| 5 september EK-kwalificatie Groep D № 561 «onderlinge duels» 20:45 uur | Ierland              | 1 – 1 | Zwitserland      | Avivastadion, Dublin Toeschouwers: 44.111 Scheidsrechter: Carlos del Cerro Grande (ESP) |
| 5 september EK-kwalificatie Groep D № 561 «onderlinge duels» 20:45 uur | David McGoldrick 85' |       | 74' Fabian Schär | Avivastadion, Dublin Toeschouwers: 44.111 Scheidsrechter: Carlos del Cerro Grande (ESP) |

|                                                                   |                                                  |       |                         |                                                                             |
| 10 september Vriendschappelijk № 562 «onderlinge duels» 20:45 uur | Ierland                                          | 3 – 1 | Bulgarije               | Avivastadion, Dublin Toeschouwers: 18.259 Scheidsrechter: Tobias Welz (GER) |
| 10 september Vriendschappelijk № 562 «onderlinge duels» 20:45 uur | Alan Browne 56' Kevin Long 83' James Collins 86' |       | 67' (pen.) Ivelin Popov | Avivastadion, Dublin Toeschouwers: 18.259 Scheidsrechter: Tobias Welz (GER) |

|                                                                       |         |       |         |                                                                                         |
| 12 oktober EK-kwalificatie Groep D № 563 «onderlinge duels» 15:00 uur | Georgië | 0 – 0 | Ierland | Boris Paitsjadzestadion, Tbilisi Toeschouwers: 24.385 Scheidsrechter: Marco Guida (ITA) |
| 12 oktober EK-kwalificatie Groep D № 563 «onderlinge duels» 15:00 uur |         |       |         | Boris Paitsjadzestadion, Tbilisi Toeschouwers: 24.385 Scheidsrechter: Marco Guida (ITA) |

|                                                                       |                                              |       |         |                                                                                     |
| 15 oktober EK-kwalificatie Groep D № 564 «onderlinge duels» 20:45 uur | Zwitserland                                  | 2 – 0 | Ierland | Stade de Genève, Genève Toeschouwers: 24.766 Scheidsrechter: Szymon Marciniak (POL) |
| 15 oktober EK-kwalificatie Groep D № 564 «onderlinge duels» 20:45 uur | Haris Seferović 16' Shane Duffy 90+3' (e.d.) |       |         | Stade de Genève, Genève Toeschouwers: 24.766 Scheidsrechter: Szymon Marciniak (POL) |

|                                                                  |                                                           |       |                     |                                                                             |
| 14 november Vriendschappelijk № 565 «onderlinge duels» 20:45 uur | Ierland                                                   | 3 – 1 | Nieuw-Zeeland       | Avivastadion, Dublin Toeschouwers: 18.728 Scheidsrechter: Rob Jenkins (WAL) |
| 14 november Vriendschappelijk № 565 «onderlinge duels» 20:45 uur | Derrick Williams 45' Seán Maguire 52' Callum Robinson 75' |       | 30' Callum McCowatt | Avivastadion, Dublin Toeschouwers: 18.728 Scheidsrechter: Rob Jenkins (WAL) |

|                                                                        |                  |       |                        |                                                                             |
| 18 november EK-kwalificatie Groep D № 566 «onderlinge duels» 20:45 uur | Ierland          | 1 – 1 | Denemarken             | Avivastadion, Dublin Toeschouwers: 51.700 Scheidsrechter: Felix Brych (GER) |
| 18 november EK-kwalificatie Groep D № 566 «onderlinge duels» 20:45 uur | Matt Doherty 85' |       | 73' Martin Braithwaite | Avivastadion, Dublin Toeschouwers: 51.700 Scheidsrechter: Felix Brych (GER) |

FAI · A-internationals · Bondscoaches · Statistieken · Iers vrouwenelftal · Olympisch elftal · Ierland U21 · Ierland U20 · Ierland U19 · Ierland U18 · Ierland U17 · Ierland U16 · Vrouwen U17
1924 – 1929 ·
1930 – 1939 ·
1940 – 1949 ·
1950 – 1959 ·
1960 – 1969 ·
1970 – 1979 ·
1980 – 1989 ·
1990 – 1999 ·
2000 – 2009 ·
2010 – 2019 ·
2020 − 2029
EK 1988 · 
EK 2012 · 
EK 2016
WK 1990 · 
WK 1994 · 
WK 2002
1924 · 
1925 · 
1926 · 
1927 · 
1928 · 
1929 · 
1930 · 
1931 · 
1932 · 
1933 · 
1934 · 
1935 · 
1936 · 
1937 · 
1938 · 
1939 · 
1940 · 1941 · 1942 · 1943 · 1944 · 1945 · 
1946 · 
1947 · 
1948 · 
1949 · 
1950 · 
1951 · 
1952 · 
1953 · 
1954 · 
1955 · 
1956 · 
1957 · 
1958 · 
1959 · 
1960 · 
1961 · 
1962 · 
1963 · 
1964 · 
1965 · 
1966 · 
1967 · 
1968 · 
1969 · 
1970 · 
1971 · 
1972 · 
1973 · 
1974 · 
1975 · 
1976 · 
1977 · 
1978 · 
1979 · 
1980 · 
1981 · 
1982 · 
1983 · 
1984 · 
1985 · 
1986 · 
1987 · 
1988 · 
1989 · 
1990 · 
1991 · 
1992 · 
1993 · 
1994 · 
1995 · 
1996 · 
1997 · 
1998 · 
1999 · 
2000 · 
2001 · 
2002 · 
2003 · 
2004 · 
2005 · 
2006 · 
2007 · 
2008 · 
2009 · 
2010 · 
2011 · 
2012 · 
2013 · 
2014 · 
2015 ·
2016 ·
2017 ·
2018 ·
2019 ·
2020 ·
2021
Albanië ·
Algerije ·
Andorra ·
Argentinië ·
Armenië ·
Australië ·
Azerbeidzjan ·
België ·
Bolivia ·
Bosnië en Herzegovina ·
Brazilië ·
Bulgarije ·
Canada ·
Chili ·
China ·
Colombia ·
Costa Rica ·
Cyprus ·
Denemarken ·
Duitsland ·
Ecuador ·
Egypte ·
Engeland ·
Estland ·
Faeröer ·
Finland ·
Frankrijk ·
Georgië ·
Gibraltar ·
Griekenland ·
Hongarije ·
IJsland ·
Iran ·
Israël ·
Italië ·
Jamaica ·
Joegoslavië ·
Kameroen ·
Kazachstan ·
Kroatië ·
Letland ·
Liechtenstein ·
Litouwen ·
Luxemburg ·
Malta ·
Marokko ·
Mexico ·
Moldavië ·
Montenegro ·
Nederland ·
Nieuw-Zeeland ·
Nigeria ·
Noord-Ierland ·
Noord-Macedonië ·
Noorwegen ·
Oekraïne ·
Oman ·
Oostenrijk ·
Paraguay ·
Polen ·
Portugal ·
Qatar ·
Roemenië ·
Rusland ·
San Marino ·
Saoedi-Arabië ·
Schotland ·
Servië ·
Slowakije ·
Sovjet-Unie ·
Spanje ·
Trinidad en Tobago ·
Tsjechië ·
Tsjecho-Slowakije ·
Tunesië ·
Turkije ·
Uruguay ·
Verenigde Staten ·
Wales ·
Wit-Rusland ·
Zuid-Afrika ·
Zweden ·
Zwitserland
België (2016) · 
Italië (2012) · 
Kroatië (2012) · 
Spanje (2012) · 
Zweden (2016)
AFC-zone: Afghanistan · Australië · Bahrein · Bangladesh · Bhutan · Brunei · Cambodja · China · Chinees Taipei · Filipijnen · Guam · Hongkong · India · Indonesië · Iran · Irak · Japan · Jemen · Jordanië · Koeweit · Kirgizië · Laos · Libanon · Macau · Maleisië · Maldiven · Mongolië · Myanmar · Nepal · Noord-Korea · Oezbekistan · Oman · Oost-Timor · Pakistan · Palestina · Qatar · Saoedi-Arabië · Singapore · Sri Lanka · Syrië · Tadjikistan · Thailand · Turkmenistan · Verenigde Arabische Emiraten · Vietnam · Zuid-Korea

CAF-zone: Algerije · Angola · Benin · Botswana · Burkina Faso · Burundi · Centraal-Afrikaanse Republiek · Comoren · Congo-Brazzaville · Congo-Kinshasa · Djibouti · Egypte · Equatoriaal-Guinea · Eritrea · Ethiopië · Gabon · Gambia · Ghana · Guinee · Guinee-Bissau · Ivoorkust · Kaapverdië · Kameroen · Kenia · Lesotho · Liberia · Libië · Madagaskar · Malawi · Mali · Mauritanië · Mauritius · Marokko · Mozambique · Namibië · Niger · Nigeria · Oeganda · Rwanda · Sao Tomé en Principe · Senegal · Seychellen · Sierra Leone · Soedan · Somalië · Swaziland · Tanzania · Togo · Tsjaad · Tunesië · Zambia · Zimbabwe · Zuid-Afrika · Zuid-Soedan 

CONCACAF-zone: Amerikaanse Maagdeneilanden · Anguilla · Antigua en Barbuda · Aruba · Bahama's · Barbados · Belize · Bermuda · Britse Maagdeneilanden · Canada · Kaaimaneilanden · Costa Rica · Cuba · Curaçao · Dominica · Dominicaanse Republiek · El Salvador · Frans Guyana · Grenada · Guadeloupe · Guatemala · Guyana · Haïti · Honduras · Jamaica · Martinique · Mexico · Montserrat · 
Nicaragua · Panama · Puerto Rico · Saint Kitts en Nevis · Saint Lucia · Saint Vincent en de Grenadines · Sint Maarten · Suriname · Trinidad en Tobago · Turks- en Caicoseilanden · Verenigde Staten

CONMEBOL-zone: Argentinië · Bolivia · Brazilië · Chili · Colombia · Ecuador · Paraguay · Peru · Uruguay · Venezuela

OFC-zone: Amerikaans-Samoa · Cookeilanden · Fiji · Nieuw-Caledonië · Nieuw-Zeeland · Papoea-Nieuw-Guinea · Samoa · Salomoneilanden · Tahiti · Tonga · Vanuatu

UEFA-zone: Albanië · Andorra · Armenië · Azerbeidzjan · België · Bosnië en Herzegovina · Bulgarije · Cyprus · Denemarken · Duitsland · Engeland · Estland · Faeröer · Finland · Frankrijk · Georgië · Gibraltar · Griekenland · Hongarije · IJsland · Ierland · Israël · Italië · Kazachstan · Kosovo · Kroatië · Letland · Liechtenstein · Litouwen · Luxemburg · Macedonië · Malta · Moldavië · Montenegro · Nederland · Noord-Ierland · Noorwegen · Oekraïne · Oostenrijk · Polen · Portugal · Roemenië · Rusland · San Marino · Schotland · Servië · Slovenië · Slowakije · Spanje · Tsjechië · Turkije · Wales · Wit-Rusland · Zweden · Zwitserland